# Четвёртый протокол (роман)
«Четвёртый протокол» (англ. The Fourth Protocol) — роман английского писателя Фредерика Форсайта о неудавшейся попытке генерального секретаря ЦК КПСС изменить политический режим Великобритании посредством атомного взрыва у американской военной базы. Название романа происходит из четвёртого секретного протокола договора о нераспространении ядерного оружия, который «запрещает любой стране, подписавшей его, тайно провозить на территорию других стран устройства и детали ядерных снарядов».
В 1985 году по мотивам романа была создана одноимённая игра для домашних компьютеров ZX Spectrum и Commodore 64. В 1987 году по мотивам романа был снят триллер «Четвёртый протокол» (режиссёр Джон МакКензи).

## Описание сюжета
В канун нового 1986 года вор-профессионал Джим Роулингс проникает в квартиру чиновника министерства обороны, взламывает сейф и попутно прихватывает портфель с документами. За подкладкой портфеля он находит шпионское донесение и, будучи патриотом, передаёт его в контрразведку MI5. Сотрудник MI5 Майкл Престон составляет список людей, имевших доступ к изложенной в донесении информации и определяет двоих наиболее вероятных подозреваемых. За ними устанавливают плотную слежку, которая выявляет, что один из подозреваемых — тайный гомосексуалист, а второй, Джордж Беренсон, передаёт информацию южноафриканскому дипломату Яну Марэ. Глава разведки ЮАР генерал Пьенаар заявляет, что Марэ не имеет отношения к их спецслужбе и обеспечивает содействие Престону, который проводит расследование и выявляет, что настоящий Марэ, скорее всего, погиб в плену, а его товарищ по плену, коммунист Фрикки Бранд, воспользовался его личиной, чтобы сделать дипломатическую карьеру. Глава SIS сэр Найджел Ирвайн выдвигает версию, что ярый антикоммунист Беренсон, симпатизирующий ЮАР, был завербован «под чужим флагом», то есть он думал, что передаёт информацию для южноафриканцев, а на деле её получал СССР. Узнав от Ирвайна правду, шокированный Беренсон становится двойным агентом, передавая Марэ дезинформацию.
Проживающий в Москве перебежчик Ким Филби направляет на имя генерального секретаря меморандум, в котором указывает, что сейчас как никогда велика вероятность победы на выборах лейбористской партии. Чтобы подтолкнуть события в нужном направлении, Филби, генерал Марченко, академики Рогов и Крылов разрабатывают план «Аврора», согласно которому разведчик-нелегал КГБ должен тайно получить от курьеров части атомной бомбы. Собранную руками второго нелегала бомбу нужно привести в действие близ военного аэродрома, где располагаются американские бомбардировщики, несущие ядерное вооружение. СССР объявит мобилизацию. Начавшийся кризис должен разрешить лидер лейбористов Нил Киннок, приглашённый в Москву генеральным секретарём. Его слава миротворца и волна антиамериканских настроений похоронят на выборах консерваторов. Радикальное крыло лейбористов сместит Киннока, Британия покинет НАТО и потребует вывода американских баз со своей территории. Однако генерал КГБ Карпов, догадавшийся что на самом верху нечто затевается при помощи шантажа заставляет академика Крылова раскрыть план «Аврора».   
В Ипсвич приезжает офицер КГБ Валерий Петровский и начинает собирать «посылки» от курьеров. Один из них становится жертвой хулиганов. Его посылка попадает к Престону. Начальник Престона не верит, что это часть атомной бомбы, и отправляет строптивого подчинённого в отпуск. Ирвайн, напротив, просит Престона провести расследование, а сам через Беренсона запускает весть, что нелегал КГБ находится на грани провала. Получив весть Карпов тайно встречается с Ирвайном. Решив сорвать операцию, Карпов посылает в Англию засвеченного ранее нелегала, который приводит за собой контрразведку прямо к убежищу Петровского. Отряд SAS берёт штурмом убежище, командир отряда добивает раненого Петровского. Ирвайн объясняет Престону почему он пошёл на сделку с Карповым. Марэ отозван в ЮАР и арестован, Ирвайн посылает весть, что Беренсон с самого начала был «двойным агентом», что ставит под сомнение полученную от него ранее информацию.